# Gare de Pyongyang

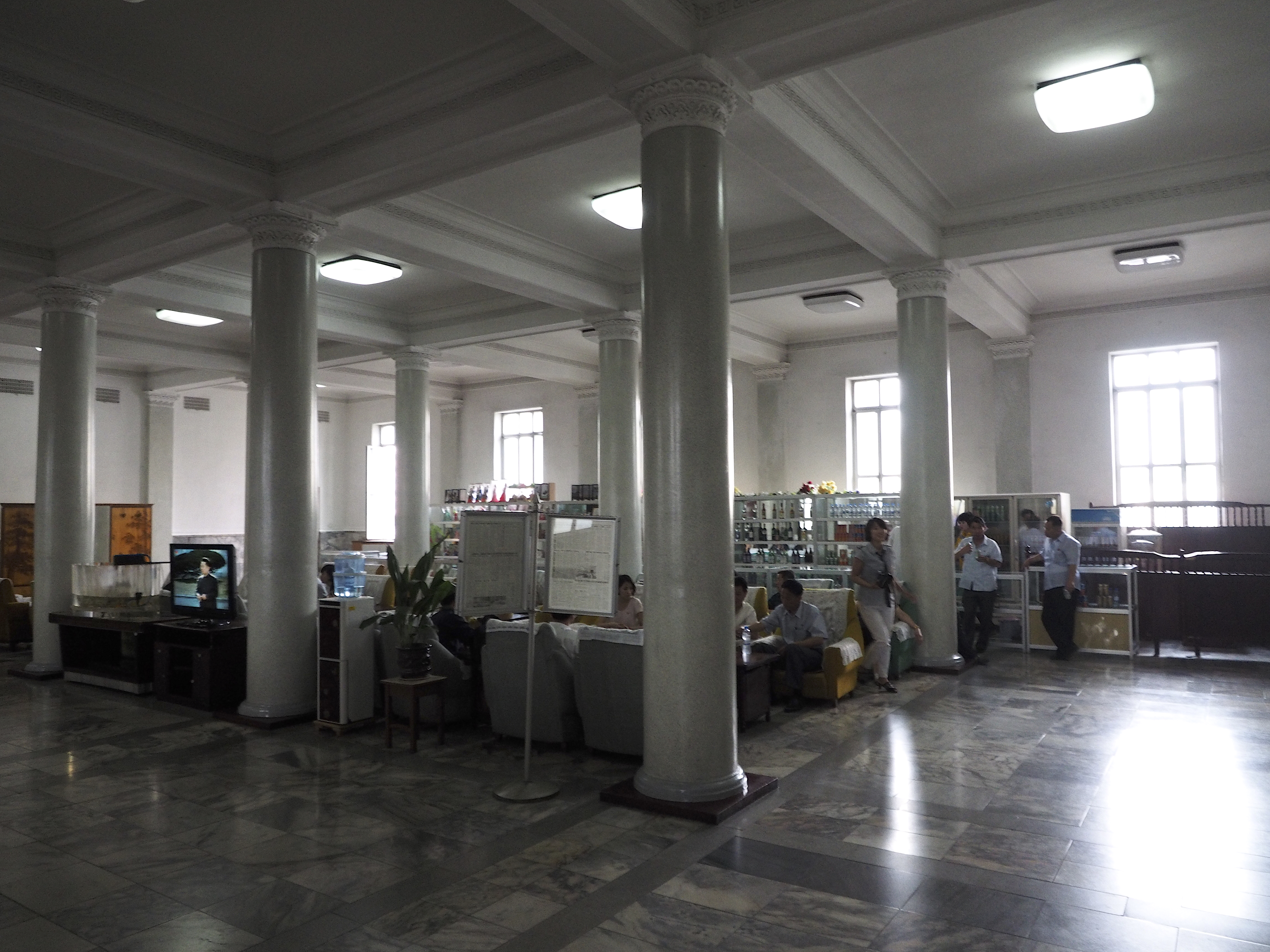
Buvette dans la gare.

La gare de Pyongyang (en coréen : 평양역) est la gare ferroviaire centrale de Pyongyang, capitale de la Corée du Nord. Elle est située à Yŏkchŏn-dong dans l'arrondissement de Jung-guyŏk.

## Situation ferroviaire
La gare est le point de départ des lignes Pyongbu (en) et Pyongui (en), qui ont été adaptées des lignes Kyongbu et Kyongui utilisées avant la partition de la Corée pour relier Séoul à Pyongyang. La ligne Pyongui va de Pyongyang à Sinuiju, tandis que la ligne Pyongbu traverse théoriquement Séoul et se termine à Pusan. En pratique, cependant, la ligne se termine à Kaesong. Elle est également desservie par la ligne Pyongnam (en), qui va de Pyongyang à Nampo, ainsi que par la ligne Pyongdok (en) qui va de Pyongyang à Kujang (en).

## Histoire
La gare d'origine est construite dans les années 1920 par l'empire du Japon qui occupe la Corée à l'époque, le style architectural original s'apparentant à celui de la gare originale de Séoul construite à la même époque, les deux villes étant autrefois reliées entre elles. Pendant la guerre de Corée, la structure originale est détruite puis reconstruite en 1958 dans le style de l'architecture socialiste.

## Service des voyageurs

### Accueil
La gare compte actuellement trois étages ainsi qu'un sous-sol. Le rez-de-chaussée abrite un guichet exclusivement réservé aux employés du gouvernement. Au premier étage se trouvent une salle d'attente, des toilettes, une billetterie et un accès aux trains. Au deuxième étage se trouvent les bureaux du personnel et au troisième le bureau du chef de gare. Il y a cinq quais, la numéro 1 étant le plus spacieux.

### Desserte
La gare de Pyongyang est la gare principale de Corée du Nord et relie la plupart des villes du pays : Chongju, Sinuiju, Nampo, Sariwon, Kaesong, Wonsan, Hamhung et Rason. Outre les liaisons intérieures, des trains internationaux relient Pyongyang à Pékin, la capitale chinoise quatre fois par semaine (24 heures) et à la ville chinoise de Dandong, située sur la rive adjacente du fleuve Yalou. Des trains relient Pyongyang à Moscou, mais en raison de retards chroniques, ils sont interdits aux étrangers. Il n'y a actuellement aucun train régulier vers Séoul (à environ 250 km), en raison de la séparation des deux Corées.

### Intermodalité
Des liaisons de transport en commun locales peuvent être établies à la gare via la station Yonggwang (en) du métro de Pyongyang (sur la ligne Chollima), par la ligne 1 du tramway de Pyongyang et des lignes 1, 2 et 10 du trolleybus de Pyongyang, la gare de Pyongyang étant le terminus des trois lignes.

## Système de haut-parleurs
Tous les jours à 6 heures du matin, la chanson populaire Où es-tu, cher général ? (en) est diffusée dans la gare par haut-parleurs. Certains pensent qu'elle pourrait servir de signal matinal aux résidents locaux.